# Bara Bröst
Bara Bröst ist ein feministisches Aktionsbündnis in Schweden, das im Jahr 2007 entstanden ist. Vorrangiges Ziel ist es, dass Frauen im gleichen Maße wie Männer sich mit freiem Oberkörper (oben ohne) zeigen dürfen. Aus Sicht des Bündnisses stellt die unterschiedliche Behandlung der Frauen eine Diskriminierung dar. Hauptkritikpunkt der Aktivistinnen ist das Verbot von barbusigem Baden für Frauen in schwedischen Schwimmbädern.
Die Wörter bara bröst haben eine doppelte Bedeutung, nämlich bloß Brüste, aber auch entblößte Brüste. Ein vergleichbares Wortspiel wäre „bloß(e) Brüste“.
Nach großem Medieninteresse im Jahr 2007 wurde es ab 2008 ruhiger um das Bündnis. Seit 2009, als Malmö das Baden ohne Oberteil erlaubte, was aber wenig Anklang fand, ist von Aktionen des Bündnisses oder Reaktionen der Behörden nichts mehr bekannt geworden. Die Internetseite des Bündnisses wurde zuletzt im August 2008 aktualisiert und ging im zweiten Halbjahr 2010 offline.

## Ziele und Selbstverständnis
Bara Bröst sieht sich als politisch und religiös unabhängiges Netzwerk, das nicht für beide Geschlechter gleichermaßen gültige gesellschaftliche Normen wie die beliebige Definition von Anstand als Diskriminierung betrachtet und sich gegen diese einsetzt. Aus Sicht des Bündnisses muss die Situation so geändert werden, dass an allen Orten, wo das Auftreten von Männern mit freiem Oberkörper akzeptiert ist, Frauen dies ebenso dürfen.
Im weiteren Kontext sieht Bara Bröst diese Thematik als Symbolfrage. Sie zeige auf, dass die Gesellschaft den weiblichen Körper sexualisiere, während dies für den männlichen Körper nicht gelte. Man verlange von Frauen, dass sie mit exponierten Männerkörpern in der Öffentlichkeit umgehen können, während dies umgekehrt von den Männern nicht verlangt werde.
Eine weitere Benachteiligung wird auch darin gesehen, dass die nackte Frauenbrust nur dann geduldet werde, wenn es um kommerzielle Zwecke gehe.

### Kritik
Von feministischer Seite wird das Netzwerk kritisiert, da es sich nur gegen die Sexualisierung des Frauenkörpers wende und nicht gegen die Sexualisierung im Allgemeinen. Damit werde das Thema auf eine Gleichstellungsfrage zwischen Mann und Frau reduziert. Es müsse konsequenterweise auch möglich sein, komplett nackt zu baden.
Ebenso kritisiert wurde das Bündnis von der nationalsozialistischen Organisation Svenska Motståndsrörelsen (Schwedische Widerstandsbewegung).

## Verlauf der Aktivitäten

### Gründung
Anlass für die Gründung des Bündnisses war der Verweis zweier Studentinnen aus einem Schwimmbad in Uppsala wegen Badens mit freiem Oberkörper im September 2007. Sie hatten schon im Sommer begonnen, kein Oberteil mehr zu tragen. Die Leitung des Bades in Uppsala weigerte sich jedoch, das Verbot aufzuheben mit der Begründung, so sexuelle Belästigung von Frauen zu verhindern. Die beiden Studentinnen sahen dies als Diskriminierung an und wandten sich an den zuständigen Ombudsmann der schwedischen Regierung.

### Protestaktionen und unmittelbare Reaktionen
Die Aktivistinnen begannen ab September 2007 damit, in Gruppen Schwimmhallen zahlreicher schwedischer Städte aufzusuchen und dort ohne Oberteil zu baden.
In Malmö sprangen sieben Aktivistinnen barbusig in das Badewasser. Sie wurden des Bades verwiesen, angeblich aus „hygienischen Gründen“. In Lund nahmen ebenfalls sieben Frauen an einer solchen Aktion teil. In Sandviken waren es sogar 17 Aktivistinnen, die die Schwimmhalle stürmten. Weitere Aktionen wurden in Uppsala und Stockholm durchgeführt. Es folgte jedes Mal ein Verweis durch die Bademeister. In Uppsala wurden drei Gründe für den Verweis genannt: die Sicherheit in der Schwimmhalle, die Hygiene und Anstand sowie Gepflogenheiten, wobei letzteres der wichtigste Grund sei.
Die Gruppe zeigte dann jeweils die Bademeister bei der schwedischen Antidiskriminierungsbehörde an, die sich jedoch anfangs weigerte, der Anzeige nachzugehen. Auf die Anzeige in Malmö hin hatte der dortige Bademeister geäußert, dass dies in seinen 30 Berufsjahren nie ein Problem dargestellt hätte, aber sich das Bad danach richten werde, wenn der Ombudsmann gegen das Verbot entscheide.
Am 30. November 2007 beschloss die Behörde, die Anzeige nicht weiter zu verfolgen. Aus Sicht des Ombudsmannes stellt die Situation keine Diskriminierung im Sinne des Gesetzes dar. Über die Regelungen müsse lokal entschieden werden. In jedem Falle gäbe es keinen Anspruch auf Entschädigung.
Der Verband schwedischer Bademeister weigerte sich im November 2007, an einer Fernsehdebatte mit den Aktivistinnen teilzunehmen.

### Erfolge
Als erste schwedische Stadt hat Sundsvall im Januar 2008 „Oben-ohne“-Baden im Schwimmbad ausdrücklich erlaubt. Allerdings sagte der Schwimmhallenleiter, dass dies nur gelte, solange es nicht zu Konflikten mit anderen Badegästen komme. Laut ersten Berichten wird die Regelung umgesetzt.
Im Juni 2009 erlaubte auch Malmö das Baden ohne Oberteil.

## Medienecho
Die Aktivitäten des Bündnisses riefen eine große Aufmerksamkeit schwedischer und internationaler Medien hervor.
In Schweden selbst wurde die Thematik in allen überregionalen Medien wiederholt aufgegriffen.
Kommentatoren äußerten sich geteilt über das Aktionsbündnis. In der größten skandinavischen Zeitung Aftonbladet meinte die Kolumnistin Mian Lodalen, dass durch den negativen Bescheid des Ombudsmanns die Frage zu einem Problem wird, was sie vorher nicht gewesen sei. Sie sprach sich gegen ein Oben-Ohne-Verbot aus und argumentierte, dass es bislang zumeist kein Problem gewesen sei und die Gesellschaft ohnehin tagtäglich von entblößten Frauenkörpern umgeben sei. In einem Gegenkommentar in derselben Zeitung bezeichnete Mia Hinndal Bellander es als „verrückt“, diese Frage zu einer Gleichstellungsfrage zu machen. Die unterschiedlichen Bekleidungsvorschriften für Mann und Frau seien darin begründet, dass die Körper verschieden seien. Außerdem hätten Brüste eine sexuelle Funktion und schickten sexuelle Signale.
Andere Kommentatoren verwiesen darauf, dass der Streit übertrieben sei und dies nicht zu einer besseren wirtschaftlichen und sozialen Gleichstellung der Frauen führe.
Im deutschsprachigen Raum berichteten zahlreiche überregionale Medien über das Bündnis, darunter die Süddeutsche Zeitung, Die Welt, die Neue Zürcher Zeitung, Die Zeit und der Fernsehsender Sat.1.
Auch in den USA und Australien fanden sich Berichte in den Medien, so in der Washington Post und der Brisbane Times.
Laut dem Netzwerk selbst wurde außerdem in Irland, Frankreich, Spanien, Portugal, Dänemark, Norwegen, Kanada, Rumänien und den Niederlanden über sie berichtet.

## International
Schon seit längerem gibt es die Bewegung Topfreedom, die in den USA und Kanada aktiv ist. Weiterhin gibt es die Organisation Topfree Equal Rights Association (TERA) in Kanada, die sich mit Bara Bröst solidarisiert hat.
Mittlerweile gibt es auch schon „Bara Bröst“-Aktionsbündnisse in den Nachbarländern Norwegen und Dänemark. Im Dezember 2007 badete eine Gruppe Frauen in Kopenhagen ohne Oberteil. Ende März 2008 griff die Socialistisk Folkeparti das Thema im Kultur- und Freizeitausschuss der Stadt Kopenhagen auf und schlug vor, zu bestimmten Zeiten das Baden ohne Oberteil zuzulassen.